# Jacques Senard
Pour les articles homonymes, voir Senard.
Jacques Senard, né  à  Corgoloin le 21 novembre 1919 et mort à Arles le 22 septembre 2020, est un diplomate français. 

## Biographie

### Origines familiales et formation
Second fils du comte Daniel Senard, Jacques Senard est issu d'une famille de propriétaires terriens de Côte-d'Or, appartenant à la noblesse pontificale depuis 1891. Son aïeul, Jules-Alexandre-Benjamin Senard (1848-1928), avait en effet reçu par bref du 24 novembre 1891 le titre de comte romain héréditaire. Par sa mère, il appartient à une famille de Saint-Rémy-de-Provence, les Mistral-Bernard, qui l'apparente au poète provençal Frédéric Mistral. 
Violoncelliste, lauréat du Conservatoire, Jacques Senard est élève de la première promotion de l'École nationale d'administration, dite promotion France combattante (1945-1947).

### Carrière diplomatique
Jacques Senard est entré aux affaires étrangères en 1947. Il a été en poste au service de presse, à la direction d'Europe (1956-1961 et 1964-1965), à l'OTAN (1961-1964), au Caire comme premier conseiller (1965-1967) et au Secrétariat général du ministère des Affaires étrangères en tant que chef de service (1967-1969).
Nommé ministre plénipotentiaire, il est chef du protocole de 1969 à 1972, sous Georges Pompidou. À ce titre, lors de la visite officielle qu'elle fit en France en 1972, il reçoit la reine Élisabeth II de Grande-Bretagne dans sa résidence provençale, le château de Lagoy, près de Saint-Rémy-de-Provence, propriété de son épouse.  Il est ensuite ambassadeur aux Pays-Bas (1972-1976).

### Otage de Carlos
Le 13 septembre 1974 à La Haye, Jacques Senard est avec dix autres personnes victime d'une prise d'otages qui sera revendiquée en 1979 par Carlos. Il est retenu en otage cinq jours, dont soixante heures sans boire ni manger.

### Ambassadeur à Rome et conseiller diplomatique du gouvernement
Jacques Senard est nommé ensuite ambassadeur de France en Égypte (1976-1979) et inspecteur général des affaires étrangères (1979-1981). Le 17 février 1981, il est nommé ambassadeur en Italie. Pourtant, à cause de l’alternance son passage au palais Farnèse est éphémère :  il doit quitter Rome à la suite de sa nomination par le décret du 4 novembre 1981 comme conseiller diplomatique du gouvernement. Son successeur au palais Farnèse est Gilles Martinet, nommé le 18 novembre 1981.
Il est maintenu dans ses fonctions de conseiller diplomatique du gouvernement jusqu’au 18 novembre 1984.  Le 17 mai 1983 il est chargé de la présidence de la commission interministérielle pour les questions de coopération entre la France et la République fédérale d’Allemagne (RFA).
Il est admis à faire valoir ses droits à la retraite à partir du 21 novembre 1984.

### Famille
Marié à Mireille de La Croix de Chevrières (1922-2006), héritière de Lagoy, à Saint-Rémy-de-Provence, Jacques Senard est le père de Jean-Dominique Senard, président de la gérance du groupe Michelin à partir du 11 mai 2012 puis président du groupe Renault depuis janvier 2019.

## Décorations
- Grand officier de la Légion d'honneur (13 juillet 2016)[9]
- Commandeur de l'ordre national du Mérite
- Croix de guerre 1939–1945[réf. nécessaire]